# Pelourinho de Alvito
O Pelourinho de Alvito localiza-se na freguesia de Alvito, no município de mesmo nome, distrito de Beja, em Portugal. Encontra-se classificado como Imóvel de Interesse Público desde 1933. Não está abrangido por Zona Especial de Protecção (ZEP) ou Zona de Protecção (ZE).